# Klamydia
Klamydia es una banda de punk rock proveniente de Vaasa, Finlandia. La banda se formó en 1988 y ha sido muy activa desde entonces.

## Formación actual
- Vesa ”Vesku” Jokinen (1988-)
- Jari ”Jakke”/”Shitsi” Helin (1991-)
- Sami ”Severi” Kohtamäki (2000-)
- Riku Purtola (1990-)

## Discografía

### Álbumes
- Älpee (1989), versión en CD llamada Ceedee (1992)
- Tres hombres (CD y LP, 1990)
- Los celibatos (CD y LP, 1991)
- Pää kiini painajainen (CD y LP, 1992)
- Masturbaatio ilman käsiä (1993)
- Kötinää! (en vivo, 1994)
- Tippurikvartetti (1994)
- Siittiöt sotapolulla (CD y LP, 1995)
- Lahjattomat (compilado, 1996)
- Klamysutra (CD y LP, 1996)
- Tango delirium (CD y LP, 1997)
- Klamytologia (compilado de 3 CD, 1998)
- ...ja käsi käy (en vivo, 1999)
- Zulupohjalta (1999)
- Klamytapit (2001)
- Punktsipum (2002)
- Piikkinä lihassa (compilado, 2003)
- Urpojugend (2004)
- Tyhmyyden ylistys (2005)
- Klamydia (2007)
- Rujoa taidetta (2009)

### EP
- Heja grabbar (1989)
- ...ja tauti leviää(1989)
- Heppi keippi (1989)
- Klamydia ja Die Schwarzen Schafe (1990)
- Säynäväynäviä (1991)
- Hihhulit tuloo (1991)
- I really hate you (1991)
- Lahja (1992)
- Huono (1993)
- Klamydia ja Die Lokalmatadore: Saksaa tulee takaapäin (1994)
- Klamydia ja L.A.M.F. (1995)
- Seokset (2003)

## Videografía

### DVD
- Klamydia Rockperry Live 2003 (2003)
- Usvaputki (24 de septiembre de 2008)

### Videos musicales
- ”Pilke silmäkulmassa”
- ”Pala rauhaa”
- ”Sytkäri”
- ”Kosketus”
- ”Laiskat ja pulskeat”
- ”Negatiivisemman ajattelun ryhmä”
- ”Ookko tehny lenkkiä?”
- ”Pienen pojan elämää”
- ”Pohjanmaalla”
- ”Rujoa taidetta”
- ”Ajolähtö”